# Cachkunk (Armawir)
Cachkunk – wieś w Armenii, w prowincji Armawir. W 2011 roku liczyła 1144 mieszkańców.